# Bondsdag

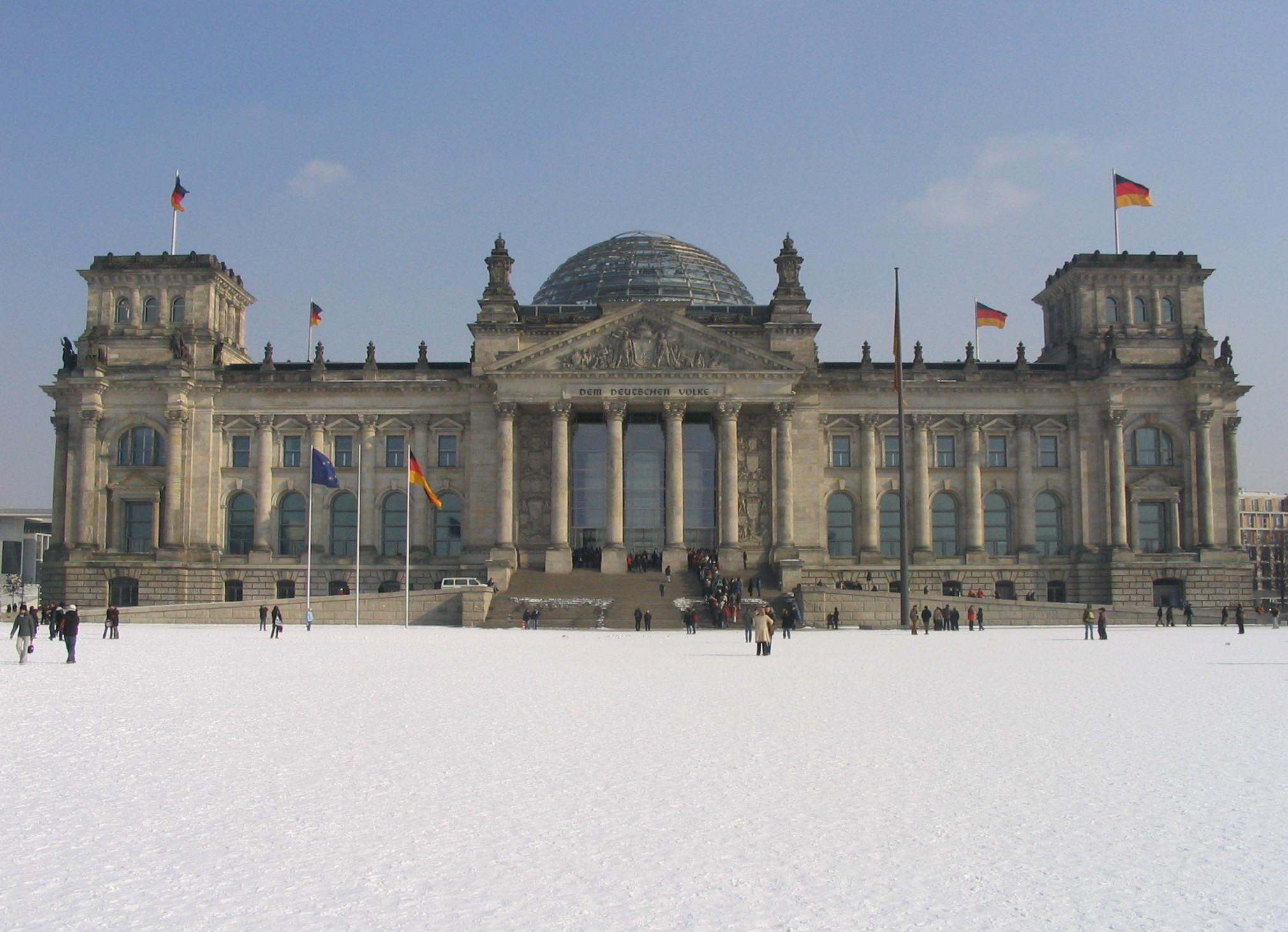
Rijksdaggebouw

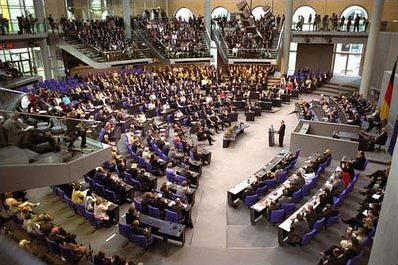
Een blik in de Plenarsaal van de Bondsdag

De Bondsdag (Duits: Bundestag) is het parlement van de Bondsrepubliek Duitsland. Hij wordt om de vier jaar gekozen. Zijn taak is naast de federale wetgeving de controle van de regering en het kiezen van een bondskanselier (regeringsleider).
De Bondsdag bestaat uit 630 afgevaardigden, waarvan er (maximaal) 299 direct in kiesdistricten gekozen worden. Wél gaat het, ondanks de kiesdistricten, om een systeem van evenredige vertegenwoordiging, zij het ook met een kiesdrempel van vijf procent. Vóór 2025 was het aantal parlementariërs niet gemaximeerd.
Bondsdag was al de naam van het enige orgaan van de Duitse Bond, een statenbond van 1815-1866. In de Duitse natiestaat vanaf 1867 heette het parlement Rijksdag. De naam Bondsdag is uit de Grondwet van 1949. Enkele maanden na het in kracht treden werd de Bondsdag voor het eerst in augustus 1949 gekozen. Sinds 1990 is de Bondsdag het parlement van gehéél Duitsland en werd duidelijk uitgebreid. In Bonn had de Bondsdag een eigen gebouw als deel van het Bundeshaus, in 1999 verhuisde hij naar Berlijn en is sindsdien gehuisvest in het (gerenoveerde) Rijksdaggebouw.
Behalve de Bondsdag bestaat er nog de Bondsraad die een rol bij een deel van de federale wetgeving speelt. In de Bondsraad zijn de deelstaatregeringen vertegenwoordigd.

## Bevoegdheden en plichten

### Wetgeving
De Bondsdag mag wetsvoorstellen inbrengen, zoals ook de Bondsregering en de Bondsraad. Een wetsvoorstel heeft de steun van ten minste vijf procent van de leden nodig. Volgens een bepaalde procedure wordt er overlegd totdat over het wetsvoorstel kan worden gestemd. In principe is een eenvoudige meerderheid voldoende, behalve bij wijzigingen van de grondwet die door een tweederdemeerderheid gesteund moeten worden (in Bondsdag én Bondsraad).
Sommige wetten hebben invloed op de deelstaten of horen volgens de Grondwet tot de zustimmungsbedürftige Gesetze. Deze wetten moeten ook door de Bondsraad worden gesteund (door een absolute meerderheid). Verder kan de Bondsraad met een tweederdemeerderheid zijn veto tegen een federale wet uitspreken. Conflicten tussen de Bondsdag en de Bondsraad, waar verschillende politieke meerderheden kunnen heersen, worden vaak in de Vermittlungsausschuss (bemiddelingscommissie) opgelost.
Naast het ratificeren van verdragen met het buitenland is ook het budgetrecht een bijzondere taak van de Bondsdag. Traditioneel is er ieder jaar een federale wet over de Bundeshaushalt.

### Kiesfuncties
De Bondsdag kiest de bondskanselier (regeringsleer), namelijk na verkiezingen of nadat het ambt vacant is geworden. De bondspresident komt naar voren met een kandidaat die de grootste kans op een meerderheid maakt. Krijgt die kandidaat een absolute meerderheid van de Bondsdagleden is de kandidaat gekozen tot bondskanselier. Anders zou nog de Bondsdag de kans hebben om eigen kandidaten op te stellen.
Het is mogelijk dat de Bondsdag een nieuwe bondskanselier kiest. In een konstruktives Misstrauensvotum (constructieve motie van wantrouwen) kan een absolute meerderheid van de Bondsdag iemand anders tot bondskanselier kiezen die de oude bondskanselier meteen vervangt.
De Bondsdag heeft geen directe invloed op de samenstelling van de regering: de ministers worden benoemd door de bondspresident op voorstel van de bondskanslier.
De helft van de leden van het constitutioneel gerechtshof, Bundesverfassungsgericht, wordt door de Bondsdag gekozen. Daarvoor bestaat een kiescommissie, waarin een kandidaat de steun van acht van de twaalf leden moet verkrijgen. In de kiescommissies voor de overige opperste rechters is de Bondsdag voor de helft vertegenwoordigd.
De Bondsvergadering kiest de bondspresident; zij bestaat uit alle leden van de Bondsdag samen met een even groot aantal van mensen die door de deelstaatparlementen zijn gekozen.

### Controle van de bondsregering
Leden van de Bondsregering hebben spreekrecht in de Bondsdag, maar het parlement heeft ook het recht om de aanwezigheid van regeringsleden te eisen (Zitierungsrecht). Bondsdagleden kunnen met verschillende parlementaire instrumenten antwoorden van de regering of een debat eisen:
- Kleine Anfrage: schriftelijke vragen van ten minste vijf procent van de leden van de Bondsdag; de antwoorden worden vaak niet gepubliceerd
- Große Anfrage: de antwoorden kunnen tot een discussie in de Bondsdag leiden
- Fragestunde: tijdens zo een agendapunt kunnen enkele leden van de Bondsdag vragen aan de regering stellen
- Aktuelle Stunden: sinds 1980 bestaan deze korte debatten met korte bijdragen
- Regierungsbefragungen: vragen uit de Bondsdag aan leden van de regering vaak na vergaderingen van het kabinet[3]

Een Untersuchungsausschuss (enquêtecommissie) onderzoekt een bepaald onderwerp, meestal (vermeende) misstanden in het handelen van de regering. Er zijn nog bijzondere commissies voor de controle van de geheime diensten; verder mogen de Duitse strijdkrachten buiten het NAVO-gebied alleen met de toestemming van het parlement worden ingezet.
De Wehrbeauftragter des Bundestages is de ombudsman voor de leden van de Duitse strijdkrachten. Hij praat met soldaten buiten de gewone hiërarchie om of hun grondrechten worden gerespecteerd. De Bondsdag kiest de Wehrbeauftragter voor vijf jaar.
Als de Bondsdag de Verteidigungsfall (staat van oorlog) heeft uitgeroepen, en kan de Bondsdag niet vergaderen, worden zijn functies van de Gemeinsamer Ausschuss overgenomen. Dit is een soort parlementaire commissie die dan de rechten van Bondsdag en Bondsraad uitoefent.

### Aanklacht van de bondspresident
Mocht de bondspresident opzettelijk de Grondwet of een federale wet hebben geschonden, dan kan de Bondsdag hem voor het constitutioneel gerechtshof aanklagen. Daarvoor is een tweederdemeerderheid vereist.

### Vertrauensfrage
Een bijzonder parlementair instrument (art. 68 Grondwet) is de vraag om het vertrouwen van de Bondsdag, de Vertrauensfrage. De bondskanselier kan de Bondsdag erom vragen en zal als antwoord van de meerderheid een ja krijgen of niet. Spreekt de Bondsdag haar of hem niet het vertrouwen uit dan mag de bondskanselier de bondspresident vragen om de Bondsdag te ontbinden. De bondspresident beslist dan nog zelf of hij dat werkelijk wil doen, maar tot nu toe deed hij het wel (1972, 1982, 2005). Dit is de enige manier om het parlement te ontbinden, afgezien van de mogelijkheid dat de Bondskanselier terugtreedt en geen enkele kandidaat een meerderheid verkrijgt.
Een andere mogelijke uitkomst van een 'mislukte' Vertrauensfrage is de Gesetzgebungsnotstand (art. 81 Grondwet). Als de regering een wetsvoorstel spoedeisend' noemt maar de Bondsdag het voorstel afkeurt kan de Bondskanselier vragen dat het wetsvoorstel toch nog een wet wordt. Daarvoor verzoekt hij de bondspresident om de Gesetzgebungsnotstand voor dit voorstel vast te stellen. Verder is er de toestemming van de Bondsraad vereist. De noodstand geldt alleen voor dit enkel voorstel; voor andere voorstellen moet weer expres de noodstand worden vastgesteld. Dit moet binnen zes maanden gebeuren. De grondwet mag echter niet gewijzigd worden. Tot nu toe werd de Gesetzgebungsnotstand nooit uitgeroepen.

## Organisatie

### Leden
Een lid van de Bondsdag (Bundestagsabgeordneter) heeft een vrij mandaat, dat wil zeggen dat hij niet aan opdrachten is gebonden (art. 38 Grondwet). In de praktijk echter hebben de partijen en fracties een grote invloed op 'hun' afgevaardigden. Een lid houdt zijn mandaat wél ook als hij niet meer deel van een fractie uitmaakt of naar een andere fractie overgaat.
De bondspresident, rechters aan het constitutioneel gerechtshof, de Wehrbeauftragter, sommige andere commissarissen, leden van het Europees Parlement en leden van sommige deelstaatparlementen (afhankelijk van de deelstaatwetten) mogen geen lid van de Bondsdag zijn. Leden van de Bondsregering mogen wel lid zijn en zijn dat vaak ook.
Bondsdagleden krijgen een Abgeordnetenentschädigung waarvan ze leven en een bepaald maximaal bedrag om employees te kunnen betalen. Een lid van de Bondsdag mag niet strafrechtelijk worden vervolgd, ook niet voor uitspraken die hij binnen de Bondsdag doet, tenzij de Bondsdag zelf anders oordeelt.

### Fracties
De leden van de Bondsdag zijn normaliter in groepen georganiseerd, de Fraktionen (fracties). Er wordt een kiesdrempel van 5% gehanteerd om in de Bondsdag te kunnen plaatsnemen. Er kan echter op twee manieren worden afgeweken van deze regel. Als een landelijke partij minimaal drie directe mandaten (Direktmandate) weet te behalen, dan verkrijgt het sowieso een plaats in de Bondsdag, ongeacht het landelijke percentage stemmen. Het aantal zetels wordt voor die partij dan bepaald op basis van het aantal Zweitstimmen. Daarnaast kan een minderheidspartij in de Bondsdag komen, aangezien zij niet hoeven te voldoen aan de kiesdrempel. Er geldt wel een feitelijke kiesdrempel van 0,1%, wat overeenkomt met ongeveer 40.000 stemmen. Deze regel geldt eigenlijk alleen voor SSW, de partij voor Deense en Friese minderheden.
Een kleinere groep van leden, maar die ten minste drie leden omvat, kan de status van een Gruppe aanvragen. Een Gruppe heeft wel duidelijk minder rechten dan een Fraktion. Enkele leden buiten een Gruppe of een Fraktion worden fraktionslos genoemd. Het merendeel van de Bondsdagleden hoort wel bij een fractie. De status van fractie heeft voordelen bij het spreekrecht, bij het lidmaatschap in parlementaire commissies en bij de financiële ondersteuning.
Een bijzonderheid is de gezamenlijke fractie van CDU en CSU. Deze twee partijen, samen Union geheten, zijn bij verkiezingen geen concurrenten van elkaar omdat de CSU alleen in Beieren optreedt en de CDU alleen in de andere deelstaten. In de meeste gevallen werd de Union de grootste partij in Duitsland.

### Presidium en voorzitter

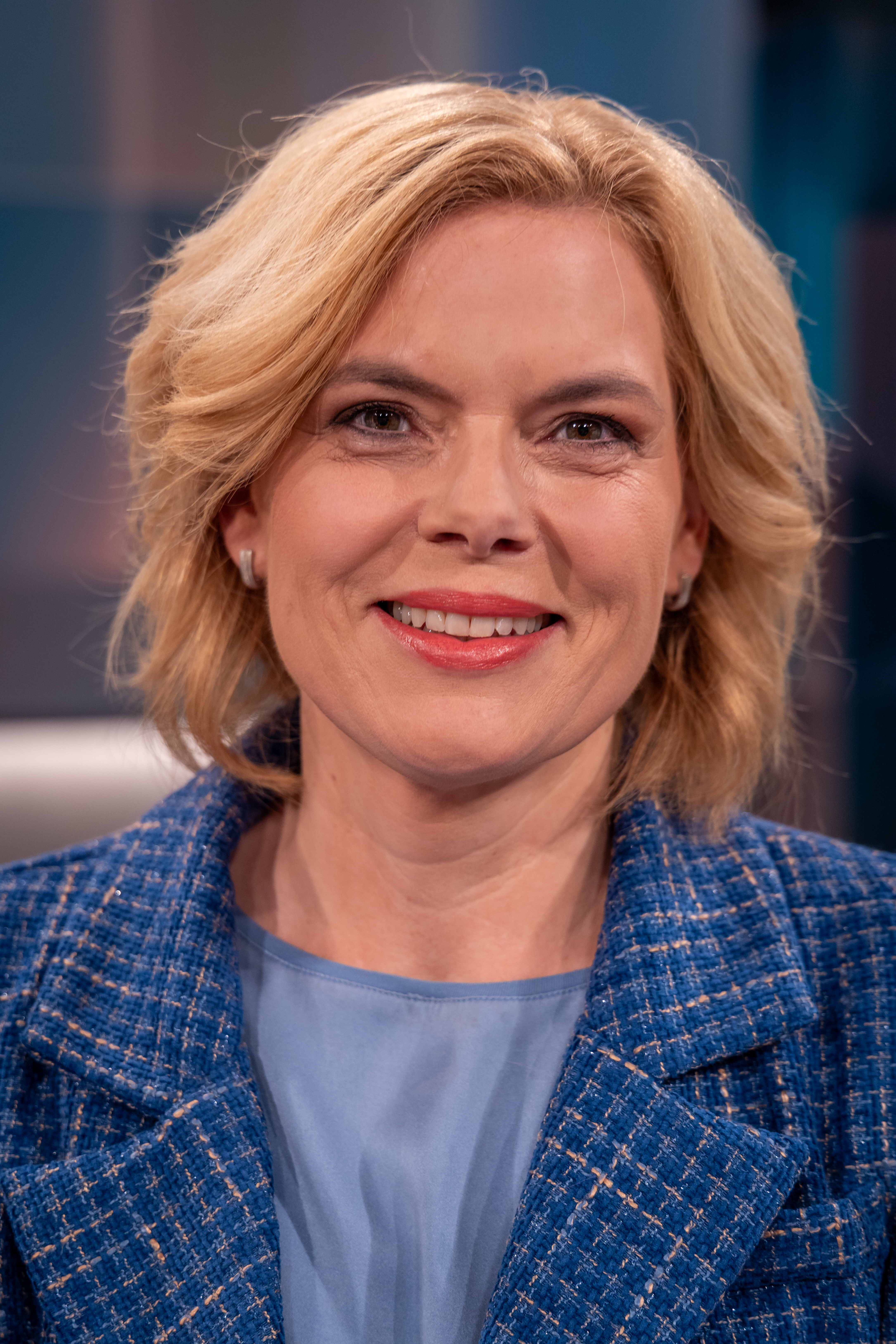
Julia Klöckner (CDU), Bondsdagpresident sinds 2025

De voorzitter van de Bondsdag (de Bundestagspräsident) en zijn of haar plaatsvervangers vormen samen het presidium van de Bondsdag. Elke fractie heeft recht op een plaatsvervanger. De voorzitter wordt door de leden van de Bondsdag gekozen; het is de gewoonte dat de voorzitter uit de grootste fractie komt. De voorzitter vertegenwoordigt het parlement en is de baas van de politie van de Bondsdag. Hij of zij neemt de belangrijkste personeelsbeslissingen.
Naast het presidium is er de Ältestenrat (raad van ouderlingen), die over de agenda van de Bondsdag gaat. Zijn leden zijn niet letterlijk de oudste, maar wel ervaren parlementsleden.
| Nr. | Voorzitter van de Bondsdag Präsident des Deutschen Bundestages | Voorzitter van de Bondsdag Präsident des Deutschen Bundestages | Voorzitter van de Bondsdag Präsident des Deutschen Bundestages | Ambtstermijn     | Ambtstermijn     | Partij(en) | Termijn(en)  |
| --- | -------------------------------------------------------------- | -------------------------------------------------------------- | -------------------------------------------------------------- | ---------------- | ---------------- | ---------- | ------------ |
| 1   |                                                                | Erich Köhler                                                   | Erich Köhler (1892–1958)                                       | 7 september 1949 | 18 oktober 1950  | CDU        | 1e Bondsdag  |
| 2   |                                                                | Hermann Ehlers                                                 | Hermann Ehlers (1904–1954)                                     | 19 oktober 1950  | 29 oktober 1954  | CDU        | 1e Bondsdag  |
| 2   | 2e Bondsdag                                                    | Hermann Ehlers                                                 | Hermann Ehlers (1904–1954)                                     | 19 oktober 1950  | 29 oktober 1954  | CDU        |              |
| 3   |                                                                | Eugen Gerstenmaier                                             | Eugen Gerstenmaier (1906–1986)                                 | 16 november 1954 | 31 januari 1969  | CDU        |              |
| 3   | 3e Bondsdag                                                    | Eugen Gerstenmaier                                             | Eugen Gerstenmaier (1906–1986)                                 | 16 november 1954 | 31 januari 1969  | CDU        |              |
| 3   | 4e Bondsdag                                                    | Eugen Gerstenmaier                                             | Eugen Gerstenmaier (1906–1986)                                 | 16 november 1954 | 31 januari 1969  | CDU        |              |
| 3   | 5e Bondsdag                                                    | Eugen Gerstenmaier                                             | Eugen Gerstenmaier (1906–1986)                                 | 16 november 1954 | 31 januari 1969  | CDU        |              |
| 4   |                                                                | Kai-Uwe von Hassel                                             | Kai-Uwe von Hassel (1913–1997)                                 | 5 februari 1969  | 13 december 1972 | CDU        | 6e Bondsdag  |
| 5   |                                                                | Annemarie Renger                                               | Annemarie Renger (1919–2009)                                   | 13 december 1972 | 14 december 1976 | SPD        | 7e Bondsdag  |
| 6   |                                                                | Karl Carstens                                                  | Karl Carstens (1914–1992)                                      | 14 december 1976 | 31 mei 1979      | CDU        | 8e Bondsdag  |
| 7   |                                                                | Richard Stücklen                                               | Richard Stücklen (1916–2002)                                   | 31 mei 1979      | 29 maart 1983    | CSU        | 8e Bondsdag  |
| 7   | 9e Bondsdag                                                    | Richard Stücklen                                               | Richard Stücklen (1916–2002)                                   | 31 mei 1979      | 29 maart 1983    | CSU        |              |
| 8   |                                                                | Rainer Barzel                                                  | Rainer Barzel (1924–2006)                                      | 29 maart 1983    | 25 oktober 1984  | CDU        | 10e Bondsdag |
| 9   |                                                                | Philipp Jenninger                                              | Philipp Jenninger (1932–2018)                                  | 5 november 1984  | 11 november 1988 | CDU        | 10e Bondsdag |
| 9   | 11e Bondsdag                                                   | Philipp Jenninger                                              | Philipp Jenninger (1932–2018)                                  | 5 november 1984  | 11 november 1988 | CDU        |              |
| 10  |                                                                | Rita Süssmuth                                                  | Rita Süssmuth (1937)                                           | 25 november 1988 | 26 oktober 1998  | CDU        |              |
| 10  | 12e Bondsdag                                                   | Rita Süssmuth                                                  | Rita Süssmuth (1937)                                           | 25 november 1988 | 26 oktober 1998  | CDU        |              |
| 10  | 13e Bondsdag                                                   | Rita Süssmuth                                                  | Rita Süssmuth (1937)                                           | 25 november 1988 | 26 oktober 1998  | CDU        |              |
| 11  |                                                                | Wolfgang Thierse                                               | Wolfgang Thierse (1943)                                        | 26 oktober 1998  | 18 oktober 2005  | SPD        | 14e Bondsdag |
| 11  | 15e Bondsdag                                                   | Wolfgang Thierse                                               | Wolfgang Thierse (1943)                                        | 26 oktober 1998  | 18 oktober 2005  | SPD        |              |
| 12  |                                                                | Norbert Lammert                                                | Norbert Lammert (1948)                                         | 18 oktober 2005  | 23 oktober 2017  | CDU        | 16e Bondsdag |
| 12  | 17e Bondsdag                                                   | Norbert Lammert                                                | Norbert Lammert (1948)                                         | 18 oktober 2005  | 23 oktober 2017  | CDU        |              |
| 12  | 18e Bondsdag                                                   | Norbert Lammert                                                | Norbert Lammert (1948)                                         | 18 oktober 2005  | 23 oktober 2017  | CDU        |              |
| 13  |                                                                | Wolfgang Schäuble                                              | Wolfgang Schäuble (1942–2023)                                  | 24 oktober 2017  | 26 oktober 2021  | CDU        | 19e Bondsdag |
| 14  |                                                                | Bärbel Bas                                                     | Bärbel Bas (1968)                                              | 26 oktober 2021  | 25 maart 2025    | SPD        | 20e Bondsdag |
| 15  |                                                                | Julia Klöckner                                                 | Julia Klöckner (1972)                                          | 25 maart 2025    | heden            | CDU        | 21e Bondsdag |

## Gebouwen
De Rijksdag had verschillende adressen in Berlijn tot hij in 1894 een eigen nieuw gebouw kreeg, het Rijksdaggebouw. Naar zijn architect, Paul Wallot, wordt het ook Wallotbau genoemd. Dit gebouw brandde op 27 februari 1933 af. In het nationaalsocialistisch tijdperk kwam de machteloze Rijksdag in het operagebouw van Kroll bijeen, de Krolloper.
Na de Tweede Wereldoorlog vond de opening van de Parlementaire Raad in het ''Museum Alexander König te Bonn plaats, de zittingen waren echter in de Pedagogische Academie.

### Bundeshaus

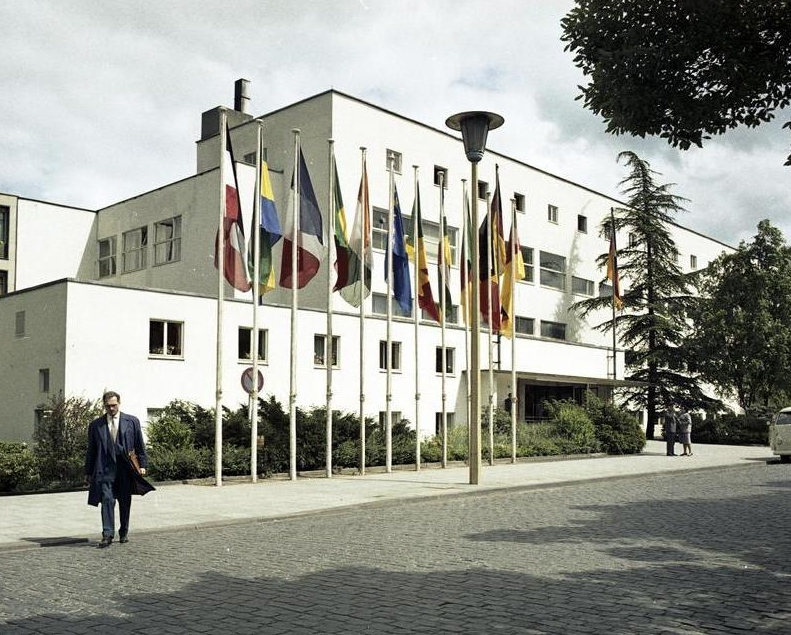
Bonn, 1961: Bundeshaus

De langste tijd vergaderde de Bondsdag in het Bundeshaus, van 1949 tot en met 1999. Dit was de omgebouwde en vergrote Pedagogische Academie. In het Bundeshaus was ook de Bondsraad gehuisvest. In 1988-1990 en 1992/1993 werd het Bundeshaus verbouwd, daarom kwam de Bondsdag bijeen in een voormalig gemaal (Wasserwerk).
In 1965 1969 werd een nieuw hooggebouw opgericht dat de bijnaam Langer Eugen kreeg (naar Bondsdagpresident Eugen Gerstenmaier). Hier hadden vele afgevaardigden hun kantoor.

### Rijksdaggebouw
Hoewel Berlijn sinds 1990/1991 weer de Duitse hoofdstad is zetelden de federale staatsorganen nog steeds in Bonn. In 1999 was de verbouwing van het oude Rijksdaggebouw klaar en de Bondsdag kwam nu in Berlijn bijeen. Naast het Rijksdaggebouw met de Plenaarsaal staan twee nieuwe gebouwen van het parlement, voor de kantoren van de afgevaardigden: het Paul-Löbe-Haus en het Marie-Elisabeth-Lüders-Haus, genoemd naar twee afgevaardigden uit het tijdperk van de Weimarrepubliek en de vroege Bondsrepubliek. Samen met het nieuwe gebouw van de Bondskanselier, het Bundeskanzleramt van 2001 vormen deze gebouwen het ensemble Band des Bundes.

## Verkiezingen

### Verkiezingsresultaten 2025
|  | Partij                | % 2025 | Verschil t.o.v. 2021 | Zetels | Direct- mandaten | Opmerkingen |
|  | --------------------- | ------ | -------------------- | ------ | ---------------- | --- |
|  | CDU/CSU (Union)       | 28,5   | +4,4                 | 208    | 172              | Daarvan kreeg de CDU 22,6% van de stemmen en 128 directmandaten. De Beierse CSU kreeg 6,0% van de stemmen en 44 directmandaten. |
|  | AfD                   | 20,8   | +10,4                | 152    | 42               | |
|  | SPD                   | 16,4   | –9,3                 | 120    | 44               | |
|  | Bündnis 90/Die Grünen | 11,6   | –3,1                 | 85     | 12               | |
|  | Die Linke             | 8,8    | +3,9                 | 64     | 6                | |
|  | BSW                   | 4,98   | +4,98                | 0      | 0                | |
|  | FDP                   | 4,3    | –7,1                 | 0      | 0                | |
|  | SSW                   | 0,2    | +0,1                 | 1      | 0                | Als minderheidspartij hoeft er niet te worden voldaan aan de kiesdrempel van 5%                                                 |
|  | Overige               | 4,3    | –3,4                 | 0      | 0                | |
|  | Totaal                | 100,0  |                      | 630    | 276              | |

### Historische zetelverdeling (1949 - heden)
|  | ■ KPD | ■ Onafh. | ■ BP | ■ DZP | ■ BHE | ■ DP | ■ WAV | ■ DKP/DRP |

| 15 | 131 |  |  | 17 | 139 | 10 | 52 | 17 | 12 | 5 |
|    |     |  |  |    |     |    |    |    |    |   |

| 151 | 243 |  | 48 | 27 | 15 |
|     |     |  |    |    |    |

| 169 | 270 | 41 | 17 |
|     |     |    |    |

| 190 | 242 | 67 |
|     |     |    |

| 202 | 245 | 49 |
|     |     |    |
|     |     |    |

| 224 | 30 | 242 |
|     |    |     |

| 230 | 41 | 225 |
|     |    |     |

| 214 | 39 | 243 |
|     |    |     |

| 218 | 53 | 226 |
|     |    |     |
|     |    |     |

| 193 | 27 | 244 | 34 |
|     |    |     |    |

| 186 | 42 | 223 | 46 |
|     |    |     |    |

| 17 | 239 | 8 | 319 | 79 |
|    |     |   |     |    |

| 30 | 252 | 49 | 294 | 47 |
|    |     |    |     |    |

| 36 | 298 | 47 | 245 | 43 |
|    |     |    |     |    |

|  | 251 | 55 | 248 | 47 |
|  |     |    |     |    |

| 54 | 222 | 51 | 226 | 61 |
|    |     |    |     |    |

| 76 | 146 | 68 | 239 | 93 |
|    |     |    |     |    |

| 64 | 192 | 63 | 311 |
|    |     |    |     |

| 69 | 153 | 67 | 80 | 246 | 94 |
|    |     |    |    |     |    |

| 39 | 206 | 118 |  | 92 | 197 | 83 |
|    |     |     |  |    |     |    |

| 64 | 120 | 85 |  | 208 | 152 |
|    |     |    |  |     |     |

|  | ■ Die Linke | ■ SPD | ■ B’90/Die Grünen | ■ SSW | ■ FDP | ■ CDU/CSU | ■ AfD |

### Overzicht
| Verkiezings- periode | Datum verkiezingen | Constituerende zitting | Bondsdagspresident              |
| -------------------- | ------------------ | ---------------------- | ------------------------------- |
| 1e Bondsdag          | 14 augustus 1949   | 7 september 1949       | Erich Köhler Hermann Ehlers     |
| 2e Bondsdag          | 6 september 1953   | 6 oktober 1953         | Hermann Ehlers                  |
| 3e Bondsdag          | 15 september 1957  | 15 oktober 1957        | Eugen Gerstenmaier              |
| 4e Bondsdag          | 17 september 1961  | 17 oktober 1961        | Eugen Gerstenmaier              |
| 5e Bondsdag          | 19 september 1965  | 19 oktober 1965        | Eugen Gerstenmaier              |
| 6e Bondsdag          | 28 september 1969  | 20 oktober 1969        | Kai-Uwe von Hassel              |
| 7e Bondsdag          | 19 november 1972   | 13 december 1972       | Annemarie Renger                |
| 8e Bondsdag          | 3 oktober 1976     | 14 december 1976       | Karl Carstens Richard Stücklen  |
| 9e Bondsdag          | 5 oktober 1980     | 4 november 1980        | Richard Stücklen                |
| 10e Bondsdag         | 6 maart 1983       | 29 maart 1983          | Rainer Barzel                   |
| 11e Bondsdag         | 25 januari 1987    | 18 februari 1987       | Philipp Jenninger Rita Süssmuth |
| 12e Bondsdag         | 2 december 1990    | 20 december 1990       | Rita Süssmuth                   |
| 13e Bondsdag         | 16 oktober 1994    | 10 november 1994       | Rita Süssmuth                   |
| 14e Bondsdag         | 27 september 1998  | 26 oktober 1998        | Wolfgang Thierse                |
| 15e Bondsdag         | 22 september 2002  | 17 oktober 2002        | Wolfgang Thierse                |
| 16e Bondsdag         | 18 september 2005  | 18 oktober 2005        | Norbert Lammert                 |
| 17e Bondsdag         | 27 september 2009  | 27 oktober 2009        | Norbert Lammert                 |
| 18e Bondsdag         | 22 september 2013  | 22 oktober 2013        | Norbert Lammert                 |
| 19e Bondsdag         | 24 september 2017  | 24 oktober 2017        | Wolfgang Schäuble               |
| 20e Bondsdag         | 26 september 2021  | 26 oktober 2021        | Bärbel Bas                      |
| 21e Bondsdag         | 23 februari 2025   | 25 maart 2025          | Julia Klöckner                  |

Abchazië: Parlement · 
Albanië: Kuvendi · 
Andorra: Consell General de les Valls · 
Armenië: Azgayin Zhoghov · 
Azerbeidzjan: Milli Məclis · 
België: Federaal Parlement (Senaat en Kamer) · 
Bosnië en Herzegovina: Parlementarna Skupština · 
Bulgarije: Narodno Sobranie · 
Cyprus: Vouli ton Antiprosópon · 
Denemarken: Folketing · 
Duitsland: Bundestag (en Bundesrat) · 
Estland: Riigikogu · 
Finland: Eduskunta · 
Frankrijk: Parlement (Assemblée nationale en Sénat) · 
Georgië: Parlement · 
Griekenland: Vouli · 
Hongarije: Országgyűlés · 
Ierland: Oireachtas (Dáil en Seanad) · 
IJsland: Alþingi · 
Italië: Parlement (Kamer en Senaat) · 
Kazachstan: Parlamenti (Majilis en Senaat) · 
Kosovo: Assemblee · 
Kroatië: Sabor · 
Letland: Saeima · 
Liechtenstein: Landtag · 
Litouwen: Seimas · 
Luxemburg: Chambre · 
Macedonië: Sobranie · 
Malta: Il-Kamra · 
Moldavië: Parlamentul · 
Monaco: Conseil National · 
Montenegro: Skupština · 
Nagorno-Karabach: Azgayin Zhoghov · 
Nederland: Staten-Generaal (Eerste Kamer en Tweede Kamer) · 
Noord-Cyprus: Cumhuriyet Meclisi · 
Noorwegen: Storting · 
Oekraïne: Verchovna Rada · 
Oostenrijk: Nationalrat · 
Polen: Sejm (en Senat) · 
Portugal: Assembleia da Republica · 
Roemenië: Camera Deputaţilor · 
Rusland: Federatieve vergadering (Staatsdoema en Federatieraad) · 
San Marino: Consiglio Grande e Generale · 
Servië: Narodna skupština · 
Slowakije: Národná Rada · 
Slovenië: Državni Zbor en Državni Svet · 
Spanje: Cortes Generales (Senado en Congreso de los Diputados) · 
Transnistrië: Opperste Sovjet · 
Tsjechië: Parlament (Senaat en Kamer van Afgevaardigden) · 
Turkije: Meclis · 
Verenigd Koninkrijk: Parliament (House of Commons en House of Lords) · 
Wit-Rusland: Nationale Vergadering (Huis van Afgevaardigden en Raad van de Republiek) · 
Zuid-Ossetië: Parlement · 
Zweden: Riksdag · 
Zwitserland: Bondsvergadering (Nationale Raad en Kantonsraad)
Cursief: wijst op een niet of slechts deels erkende staat